# Chad Allen
Chad Allen Lazzarri (Cerritos, Califórnia, 5 de junho de 1974) é um ator e cineasta norte-americano.

## Filmogrfia
| Ano  | Filme                                                 | Personagem                 | |
| ---- | ----------------------------------------------------- | -------------------------- | --- |
| 1981 | Simon & Simon                                         | Boy                        | Episódio: 'A Recipe for Disaster'                                                                      |
| 1983 | St. Elsewhere                                         | Tommy Westphall            | Participou de 11 episódios, 1983-1988                                                                  |
| 1984 | Airwolf                                               | Ho Minh Truong             | Episódio: 'Daddy's Gone a Hunt'n'                                                                      |
| 1984 | Still the Beaver                                      | Doug Williams              | Episódio: 'Dear Pen Pal II' & 'Girl Talk'                                                              |
| 1985 | Matt Houston                                          | Patrick                    | Episódio: 'The Nightmare Man'                                                                          |
| 1985 | Not My Kid                                            | Bobby                      | |
| 1985 | Bad Seed (1985 filme)                                 | Mark Daigler               | |
| 1985 | Hotel                                                 | Bobby Cowley               | Série de TV; Episódio: 'Sleeping Dogs'                                                                 |
| 1985 | A Death in California                                 | Glenn                      | |
| 1985 | Code of Vengeance                                     | A.J. Flowers               | Episódio: 'Code of Vengeance'                                                                          |
| 1985 | Webster                                               | Rob Whitaker               | Série de TV; Participou de 4 episódios, 1985-1986                                                      |
| 1985 | Punky Brewster                                        | Conrad/Brian               | Played Conrad in the 1985 episódio 'My Aged Valentine & played Brian in the 1988 episode 'The Dilemma' |
| 1986 | Happy New Year, Charlie Brown!                        | Charlie Brown              | Voicez                                                                                                 |
| 1986 | Help Wanted: Kids                                     | Coop                       | |
| 1986 | TerrorVision                                          | Sherman Putterman          | |
| 1986 | Our House                                             | David Witherspoon          | Série de TV;Participou de 46 episódios, 1986-1988                                                      |
| 1987 | Tales from the Darkside                               | Sandy                      | Episódio: 'The Milkman Cometh'                                                                         |
| 1988 | Straight Up                                           | Ben                        | Série de TV                                                                                            |
| 1988 | Highway to Heaven                                     | Ricky Diller               | Episódio: 'The Whole Nine Yards'                                                                       |
| 1988 | Hunter                                                | Danny Sanderson            | Série de TV; Episódio: 'Heir of Neglect'                                                               |
| 1989 | My Two Dads                                           | Zach Nichols               | Participou de 21 episódios, 1989-1990                                                                  |
| 1990 | Camp Cucamonga                                        | Frankie Calloway           | |
| 1990 | Star Trek: The Next Generation                        | Jono                       | Episódio: 'Suddenly Human'                                                                             |
| 1991 | The Wonder Years                                      | Brad Patterson             | Episódio: 'The Yearbook'                                                                               |
| 1991 | Murder in New Hampshire: The Pamela Wojas Smart Story | William Flynn              | |
| 1992 | ABC Weekend Special                                   | Sean                       | Episódio: 'Choose Your Own Adventure: The Case of the Silk King'                                       |
| 1993 | Praying Mantis (filme)                                | Bobby McAndrews            | |
| 1993 | In the Heat of the Night                              | Matt Skinner               | TV Series; Episódio: 'Every Man's Family'                                                              |
| 1993 | Dr. Quinn, Medicine Woman                             | Matthew Cooper             | Participou de 147 episódios, 1993-1998                                                                 |
| 1998 | The Love Boat: The Next Wave                          | Pete Dougherty             | Episódio: 'How Long Has This Been Going On?'                                                           |
| 1999 | Total Recall 2070                                     | Eddie Miller               | Episódio: 'First Wave'                                                                                 |
| 1999 | NYPD Blue                                             | Tommy Ibarra/Kyle Tanner   | Played Tommy in the 1999 episode 'Show & Tell' & played Kyle in the 2004 episódio 'Bale Out'           |
| 2000 | We Married Margo                                      | Margo's Brother Oliver     | |
| 2001 | What Matters Most                                     | Lucas Warner               | |
| 2001 | A Mother's Testimony                                  | Kenny Carlson              | |
| 2001 | Do You Wanna Know a Secret?                           | Brad Adams/Bradley Clayton | |
| 2002 | Sexy (filme)                                          | Voz 1                      | |
| 2002 | Getting Out (filme)                                   | Steve                      | |
| 2003 | Paris (2003 filme)                                    | Jason Bartok               | |
| 2004 | Downtown: A Street Tale                               | Hunter                     | |
| 2005 | Cold Case                                             | Monty Fineman 1985         | Episódio: 'Kensington'                                                                                 |
| 2005 | Third Man Out                                         | Donald Strachey            | |
| 2005 | Charmed                                               | Emrick                     | Episódio: 'Hulkus Pocus'                                                                               |
| 2005 | End of the Spear                                      | Nate Saint/Steve Saint     | |
| 2006 | The Pool 2                                            | Mark Casati                | |
| 2006 | Criminal Minds                                        | Jackson Cally              | Episódio: 'The Tribe'                                                                                  |
| 2006 | Shock to the System                                   | Donald Strachey            | |
| 2007 | Save Me                                               | Mark                       | |
| 2007 | Terra                                                 | Terrian Scientist          | Voz |
| 2008 | On the Other Hand, Death                              | Donald Strachey            | |
| 2008 | Ice Blues                                             | Donald Strachey            | |
| 2008 | CSI: Miami                                            | Barry/Stan Carlyle         | Episódio: 'Bombshell'                                                                                  |
| 2008 | General Hospital: Night Shift                         | Eric Whitlow               | Participou de 5 episódios, 2008                                                                        |
| 2009 | Hollywood, je t'aime                                  | Ross                       | |
| 2009 | Fright Flick                                          | Brock                      | |
| 2009 | The Cleansing (filme)                                 | Cade                       | Em produção                                                                                            |
| 2010 | For Better or for Worse (2010 filme)                  |                            | Em produção                                                                                            |